# Гремячинское сельское поселение (Бурятия)
Се́льское поселе́ние «Гремячинское» (бур. Нэжэгэнэтын hомон) — муниципальное образование в Прибайкальском районе Бурятии Российской Федерации.
Административный центр — село Гремячинск.

## История
Статус и границы сельского поселения установлены Законом Республики Бурятия от 31 декабря 2004 года № 985-III «Об установлении границ, образовании и наделении статусом муниципальных образований в Республике Бурятия»

## Население
| 2002  | 2011  | 2012  | 2013  | 2014  | 2015  | 2016  |
| ----- | ----- | ----- | ----- | ----- | ----- | ----- |
| 1330  | ↘1281 | ↗1297 | ↘1282 | ↘1269 | ↗1279 | ↗1284 |
| 2017  | 2018  | 2019  | 2020  | 2021  | 2023  | 2024  |
| ↘1278 | ↗1295 | ↗1296 | ↘1254 | ↘1058 | ↘1046 | ↗1050 |

## Состав сельского поселения
| № | Населённый пункт | Тип населённого пункта       | Население |
| - | ---------------- | ---------------------------- | --------- |
| 1 | Гремячинск       | село, административный центр | ↗846      |
| 2 | Исток            | посёлок                      | ↘142      |
| 3 | Котокель         | посёлок                      | ↘145      |
| 4 | Черёмушка        | посёлок                      | ↘68       |
| 5 | Ярцы             | посёлок                      | ↘80       |